# آسفيلاين كلوفيبرول
آسفيلاين كلوفيبرول (بالإنجليزية: Acefylline clofibrol)‏ عبارة عن مشتق من آسفيلاين وكلوفايبرات  يستخدم كعامل مضاد للناهض (المقلد).
وكما يبدو فإنه لم يتم اعتماده كمادة دوائية رغم كونه شبيها بأدوية تخفيض الكوليسترول.